# Marie N
Марія Наумова (латис. Marija Naumova, 23 червня 1973 року, Рига) — латвійська співачка російського походження, що перемогла під псевдонімом Marie N на конкурсі пісні Євробачення в 2002 році.
Співачка з 1994 року почала співпрацювати з композитором Раймондом Паулсом. 1995 року взяла участь у телеконкурсі молодих талантів. 1998 року взяла учать у концерті, присвяченому 100-річчю Джорджа Гершвіна, після чого стала відомою у своїй країні. 1999 року випустила перший сольний альбом «До светлых слез», записаний російською мовою. Альбом, що вийшов 2001 року «Ieskaties acis» через два тижні після виходу став «золотим», а через 11 місяців — «платиновим». Того ж року записала альбом французькою мовою «Ma Voix, Ma Voie». Отримала приз глядацьких симпатій на конкурсі «Голос Азії».
2000 року вперше взяла участь у національному відборі на Євробачення, де посіла друге місце. Після невдалої спроби наступного року, перемогла на відборі, а потім і на самому конкурсі Євробачення з піснею «I Wanna», музику до якої Марія написала сама. Композиція стала першою серед пісень, що перемогли на конкурсі, але так і не були видані за межами своєї країни. В самій Латвії пісня також не увійшла навіть у 30-тку національного хіт-параду.
У листопаді того ж року випустила два нових альбоми (один — англійською, другий — латвійською). Була ведучою на конкурсі Євробачення 2003 року, що відбувався в Ризі. 2004 року виконала головну партію у мюзиклі «Звуки музики».
До свого останнього альбому «On my own» додала пісні латвійською, англійською, французькою та португальською мовами.
Здобула юридичну освіту в Латвійському університеті. 2005 року стала першим у Латвії Послом доброї волі ЮНІСЕФ.
Наприкінці 2007 та на початку 2008 року Марія Наумова взяла участь у мюзиклі, поставленому за мотивами роману Віктора Гюго «Знедолені». Марія зіграла роль Фантіни.
У 2012 році Наумова робила музичну паузу, щоб зосередитися на особистому житті, повернувшись у 2016 році з альбомом Uz Ilūziju Tilta, який був записаний у співпраці з французькими музикантами.
Станом на 2012 рік Наумова разом із родиною жила у Франції, але все ще їздила туди й назад до Латвії.
У 2016 році у співпраці з французькими музикантами записаний альбом "На мосту ілюзій", він вийшов в кінці року.
З 17 листопада 2017 року режисер J.J. Scott's бере участь у режисерському шоу J.J.'s 2017. Ж. л. б. У виставі Гіллінджера в театрі ART Dailes.